# 俺様天才偉業集
俺様天才偉業集（おれさまてんさいいぎょうしゅう）は、ガガガSPの2枚目のセルフカバー・アルバム。2011年3月15日発売。発売元は、LD&K Records/俺様レコード。

## 概要
- このアルバムは、メンバー自らが選曲したベストアルバムである。
- 自身のデビュー曲「京子ちゃん」から、2009年5月にリリースしたアルバム「金くれ!!愛くれ!!自由くれ!!」までの楽曲を収録。シングルにはなっていないライブの超定番曲、隠れた名曲などが収録されている。
- 全曲再録音されている。

## 収録内容

### CD
1. 卒業
作詞・作曲:コザック前田
3rdシングルおよびメジャーデビュー曲。当初は、「卒業アルバム」に収録されている「心の唄」がデビューシングル候補であったが最後の最後で情勢が変わり、この曲がメジャーデビューシングルとなった。
PVには、藤田功次郎が出演している。「ガガガSPベストアルバム」にも収録されている。
KANの「愛は勝つ」、槇原敬之の「どんなときも。」にあたる曲だと前田は言っている。
2. すばらしき人生
作詞・作曲：コザック前田
5thアルバム「青春狂時代」にも収録されている。最初のタイトルは「青春時代パートII」。
シングル曲としてリリースする予定だったがレコード会社の社長にダメだしをされ、アルバム内収録曲としてリリースすることになった。
ライブの人気曲でもあり、メンバーお気に入りの曲でもある。
2009年8月30日に放送された日本テレビ系列『24時間テレビ 「愛は地球を救う」』では、前田とギター担当の山本聡がアコースティックギターでこの曲を演奏し歌った。
歌詞の「ポジティブ4割 ネガティブ6割、まぁそんなところでしょう」という部分は自分にしかかけないと自負している。
3. 津山の夜
作詞・作曲：コザック前田
3rdアルバム「オラぁいちぬけた」にも収録されている。後に発売されたシングル「はじめて君としゃべった」では、「津山の夜　ザ・ボートレースver.」として再リリースしている。その際、メンバーがアコースティックギターを弾きながら歌っている。
4. 京子ちゃん
作詞・作曲：コザック前田
1stシングルおよびインディーズデビュー曲。「ガガガSP登場」、「ガガガSPベストアルバム」にも収録されている。
「京子ちゃん」は、前田が幼稚園の頃に好きだった人で、社会に対する不満などを歌っていた当時のパンクバンドやハードコアバンドに疑問を抱いていたガガガSPが吉田拓郎風の曲調や歌詞を入れて他のパンクバンドとの差別化を図ろうとした曲である。
シングルは、発売2ヶ月で廃盤。「世の中の厳しさを知った21歳の春でした。」と前田は語る。
5. 線香花火
作詞・作曲：コザック前田
2ndシングル。「ガガガSPベストアルバム」にも収録されている。
当初は、前田の友達が組んでいたバンドに提供する曲であったが、デモを持っていく最中にレコード会社から「ガガガSPでやりなさい。」と言われ、CDをリリースすることとなった。リリース後、9社からメジャーデビューのオファーが来た。
今回は、「大阪紅牛曾」の社長・和田益典とムーブメンツ・よしこ女史により管楽器の入った曲となった。ちなみに和田がトランペット、よしこがトロンボーンを担当している。
6. 青春街道一直線
作詞・作曲：コザック前田
4thシングル「国道二号線」のカップリング曲。もともとは、この曲をシングルのA面としてリリースしたかったがソニー事務所などの人たちと相談を重ねた上、「国道二号線」がA面となった。知る人ぞ知る曲になってしまったことを前田は残念がっている。
2003年3月に発売されたアルバム「オラぁいちぬけた」の最終曲「冬色」終了後のシークレットトラックで、山本聡と山本ゆうすけがアコースティックギターを弾きながら歌っている。
「この与えてもらった人生、こう思って生きていくんだ」と自分で自分の背中を押した曲に感じると前田は言っている。
7. 神戸駅
作詞・作曲：コザック前田
13thシングル。インディーズに戻って初のシングル。
この曲のレコーディングの直前に事務所が契約解除を求め、結果的には期日どおりにリリースできたが、人間不信になり、不安定な状態でレコーディングをした、だからこそリベンジしたかったと前田は言っている。
SoCoがコーラスを担当している。
8. （褌）讃丑歌
作詞・作曲：コザック前田・和田益典
7thアルバム「金くれ!!愛くれ!!自由くれ!!」にも収録されている。オリックスの私設応援団に提供した応援歌。
今回は、メンバーが和太鼓に合わせて歌っている。どういう風にアレンジしようか考えていた際、山本が「ふんどしの男50人呼んできて和太鼓で歌いましょうよ。」といったのがこのようなアレンジになったきっかけ。最初は、軽々しい話であったが、本当に実現されてしまった。
このアレンジをきっかけに前田は普段もふんどしをはくようになった。
合唱と掛け声は、関西大学応援団が担当している。
9. 青春時代　
作詞・作曲：コザック前田
1stアルバム「ガガガSP登場」にも収録されている。
前田がこの曲を作ったのは1998年。ライブで本格的に演奏し始めたのは2000年1月から。演奏までに時間がかかった理由は前田の組んでいたバンドがギターボーカルの3ピースバンドだったので前田に弾くスキルがなかったとのこと。
この曲ができたときに自分に対する自信と、自分特有のメロディーが確立できた、「今のガガガSP」が誕生した曲だと前田は言っている。
10. ユーコ
作詞・作曲：コザック前田
6thアルバム「声に出すと赤っ恥」にも収録されている。インディーズに戻って初のアルバム。
サウンドはロックで歌詞はヒップホップより早口。
今回のアレンジでは、山本がジミヘンドリックスのファイヤーを分解している。
アルバム「声に出すと赤っ恥」に収録したときよりもテンポが1.5倍ほどスピードアップしており、前田はボーカルブースで1度自分の早口に限界を感じた。しかしこの次の日、この曲を歌うために近所をランニングした後、ストレッチを1時間して、前に1000人の客がいるという設定を頭に入れボーカルブースに入って歌ってみたら早口で歌えた。
11. 元町サンセット通り
作詞・作曲：コザック前田
5thアルバム「青春狂時代」にも収録されている。前田が18歳の時に作ったものをリメイクしたもの。
歌いだしの部分はガガガSP初期メンバーの村上真樹が作り、その後の部分を大幅に変えて前田が作った。前田が作詞作曲のクレジットに村上の名前を入れたいと連絡したところ、「俺は前ちゃんと一緒にバンドをやる言うてたけど、途中でやめてしまった人間やから・・・クレジットなんかいらんよ。」と村上が言った。
やめたメンバーも応援してくれていると確信し、ガガガSPに対して前田がより強い思いを持った曲。
12. 弱男
作詞・作曲：コザック前田
2ndアルバム「卒業アルバム」にも収録されている。
「卒業アルバム」のレコーディング中に盛り上がりの曲を作りたかった前田が30分ほどで作った曲。
ガガガSPのイメージを作り上げた曲だと前田は言っている。
セックスマシーンの森田剛史、寺山リウジ、ガキ帝国のオカがコーラスを担当している。
13. 手紙
作詞・作曲：コザック前田
7thシングル「祭りの準備」のカップリング曲。
ベース担当の桑原康伸の好きな曲で、前田がメガマサヒデに向けて作った曲。
お互い熱い契りなんて交わしていないし、交わすつもりもないけど、なんとなくお互い相変わらずこういう生き方しかできないんだし、マイペースでやっていこうといった内容の曲。
14. 東京
作詞・作曲：コザック前田
2ndシングル「線香花火」のカップリング曲。
ファンの中でも評判が高い曲。
前田には当時、松山出身で横浜にいた彼女がおり、その人は東京に馴染めなかったという。それを見て前田が神戸にいても絶対に東京にいるのと同じことができると彼女に伝えた曲。
15. 国道二号線
作詞・作曲：コザック前田
4thシングル。カップリング曲『梅男』の関係でインディーズから発売された。
この曲がガガガSPの音楽性を広げるターニングポイントとなった曲と前田は言っている。
前田は歌詞作りに悪戦苦闘し、三日三晩ほとんど寝ないで言葉探しした。
今回のアルバムの中でもかなりできのいいアレンジに仕上がっていると前田は言っている。
16. 青春狂時代
作詞・作曲：コザック前田
5thアルバム「青春狂時代」にも収録されている。
アルバムレコーディング最終日の前日に前田が家でギターを弾いてて5分で作った曲。
曲1曲できたから録っていいかどうか前田がメンバーに聞いて弾いてみたところ、「メチャクチャいい曲やないか!!こんなん早くもってこい!」と怒られたという。しかし、アレンジする時間がなく、弾き語りのまま収録することになった。その後は、バンドアレンジしてライブで頻繁に演奏される曲となった。
サビの「リリック ソング フォーユー」という歌詞は時間がなくて前田が適当にはぐらかすために英語っぽい言葉を入れているだけだという。
森田、寺山、オカがコーラスを担当している。
このアルバムにおいて表記上最後の曲となっており、CDではシークレットトラックで「尾崎豊」が収録されている。配信版は含まれない。

### DVD
1. 「京子ちゃん」 プロモーションビデオ
2. 「線香花火」 プロモーションビデオ
3. 「卒業」 ライブ映像（2002年8月6日RISING SUN ROCK FESTIVAL 2002 in EZOより）
4. 「弱男」 ライブ映像（2003年8月24日MONSTER baSH'03より）
5. 激レアライブ映像ダイジェスト（VHSテープより編集）